# Léandre-Alain Baker
Vous venez d’apposer le modèle de débat d'admissibilité.
Avant toute chose, veuillez créer la page de débat correspondante en cliquant ici.
- Une fois la page de vote initialisée, rafraîchissez cette page, et le bandeau prendra son aspect définitif.
- Si votre débat d'admissibilité est groupé (le motif et l’argumentation doivent être les mêmes), modifiez cette page pour ajouter au modèle le paramètre « cat » suivi du nom de la page de discussion de l’article pour lequel la page de débat existe déjà (ex. : cat=Discussion:Nom_de_l'autre_article). Ensuite, suivez les nouvelles instructions qui apparaissent.
- Vous pouvez également utiliser le paramètre « type » pour faciliter l’accès aux critères d’admissibilité. Exemple : {{suppression|type=mot-clé}}. Liste des mots-clés existants : fiction, musique, art visuel, fanzine, jeu de société, porno, sportif, association, enseignement, société, site web, route, nombre, (Liste complète ici).

| 1. | Créez la page de débat d'admissibilité.                                                                      | Sauvegardez d’abord la page pour l’initialiser puis indiquez votre motivation.             |
| 2. | Important : ajoutez une entrée dans la section Débat d'admissibilité du jour.                                | Utilisez ce texte : *{{L\|Léandre-Alain Baker}}                                            |
| 3. | Pensez à informer les contributeurs principaux de la page et les projets associés lorsque cela est possible. | Utilisez ce texte : {{subst:Avertissement débat d'admissibilité\|Léandre-Alain Baker}}~~~~ |

 (février 2025).
Léandre-Alain Baker, acteur, écrivain et cinéaste congolais, né à Bangui en Centrafrique.

## Biographie
Il est auteur, acteur et metteur en scène de théâtre. Travaillant avec l'écrivain Emmanuel Dongala, il anime le Théâtre de l'Éclair à Brazzaville. Il a réalisé des courts et longs métrages, ainsi que des films documentaires notamment sur les écrivains Sony Labou Tansi et Tchicaya U'Tamsi. En tant qu’acteur, il est apparu au cinéma et à la télévision.

## Carrière
Il est l'auteur de plusieurs romans et pièces de théâtre. En 1993, il commence à réaliser des courts métrages, dont le premier est le documentaire Diogène à Brazzaville, portrait de l'écrivain congolais Sony Labou Tansi. Trois ans plus tard, il revient avec un projet similaire sur l'écrivain Tchicaya U Tam'si. Son court métrage Les Oranges de Belleville sur un homme aveugle est l'un des quinze films, de différents réalisateurs, réunis dans le film Paris, la métisse.
Sa première pièce de théâtre Les jours se traîne, les nuits aussi a été créée au Studio des Champs Élysée dans une mise en scène de Gabriel Garran avec Isaach de Bankolé et Nathalie Cerda. Une version radiophonique a été diffusée par la WDR en Allemagne. En 2006, Les jours se traînent, les nuits aussi a été diffusée par la Radio tchèque. En parlant de son travail, elle a déclaré qu'il « ne s'agit pas d'une protestation ou d'un militantisme, mais plutôt d'un travail psychologique. Ce sont des histoires de femmes et d'hommes, de leurs souffrances, de leurs difficultés dans la vie. »
Après plusieurs courts-métrages et documentaires, son premier long métrage de fiction est Ramata, un drame avec le mannequin Katoucha Niane. L'histoire d'une femme sénégalaise qui, à 50 ans, découvre les plaisirs de la chair dans les bras d'un voyou de 25 ans son cadet. Ramata est sorti en salle France en 2011. Il est adapté du roman éponyme d'Abasse Ndione publié chez Gallimard. Baker a déclaré qu'il avait hésité de choisir Katoucha pour le rôle principal en raison de sa réputation sulfureuse et du fait qu'elle n'était pas une actrice professionnelle, mais il a finalement admis qu'elle convenait pour le rôle. Il a aussi déclaré à propos du film : « C'est essentiellement l'histoire de la métamorphose d'une femme, de sa relation avec le monde et l'univers qui l'entoure. »